# Джоузеф Лармор
Сър Джоузеф Лармор (на английски: Joseph Larmor) е северноирландски физик и математик, който въвежда иновации в разбирането на електричеството, динамиката, термодинамиката и електронната теория на материята. Една от най-внушителните му разработки е „Етер и Материя“ – книга по теоретична физика публикувана през 1900 г.

## Биография
Роден е на 11 юли 1857 г. в Магерагал, Антрим, Великобритания, в семейството на Хю Лармор – магазинер от Белфаст, и Ана Райт. Учи в Кралската академична институция в Белфаст. Продължава образованието си в Кралския университет Белфаст, където изучава математика, а след това в Колеж „Св. Йоан“ в Кеймбридж, където става старши учител.
След като преподава няколко години физика в Националния университет на Ирландия в Галуей, той започва да преподава математика в Кеймбридж през 1885 г. През 1892 г. е приет като член на Кралското научно дружество в Лондон и става почетен сътрудник на Кралското научно дружество в Единбург през 1910 г.
През 1903 г. е назначен като Луказиански професор по математика в Кеймбридж.
Мотивиран от силната опозиция към Движение „Самоуправление за Ирландия“, през февруари 1911 г. Лармор се кандидатира и бива избран за член на парламента за район Кеймбриджки университет заедно с либералосъюзническата партия. Остава в парламента до общите избори през 1922 г., когато Ирландският въпрос е договорен. След пенсионирането си от Кеймбридж през 1932 г., Лармор се мести обратно в Северна Ирландия.
Лармор никога не се жени. Умира на 19 май 1942 г. в Хоулиуд, Северна Ирландия, на 84-годишна възраст.

## Научна дейност
Лармор предлага, че етерът може да бъде репрезентиран като хомогенна течна среда, която е перфектно несвиваема и еластична. Лармор вярвал, че етерът е отделна форма на материята. Той комбинира моделът на Лорд Келвин за въртящ се жиростат (виж Вихрова теория на атома) с тази теория.
Паралелно с развиването на Лоренцовата теория за етера, Лармор публикува Лоренцови трансформации във философските трудове на Кралското научно дружество през 1897 г. – няколко години преди Хендрик Лоренц (1899, 1904) и 8 години преди Алберт Айнщайн (1905). Въпреки това Лармор не разполага с правилните скоростни трансформации, включително законът за събиране на скоростите, който е по-късно открит от Анри Поанкаре. Лармор предвижда феноменът на времеразширяване, поне за електрони в орбита, и потвърждава че Лоренцово съкращение (свиване на дължината) би се получило за тела, чиито атоми са държани заедно от електромагнитни сили. В книгата си „Етер и Материя“ (1900), той отново показва Лоренцови трансформации, времеразширяване и свиване на дължината (третирайки ги като динамични, вместо кинематични ефекти). Лармор се противопоставя на теорията на относителността на Алберт Айнщайн, въпреки че за кратко време я признава. Лармор отхвърля както изкривяването на пространството, така и специалната теория на относителността, до степен в която твърди че абсолютното време е от фундаментално значение за астрономията (Лармор 1924, 1927).
Лармор вярва в това, че материята е съставена от частици движещи се в етера. Лармор също така вярва, че източникът на електрическия заряд е „частица“ (която още през 1894 нарича електрон). Впоследствие, в това което изглежда като първото специфично предвиждане на времеразширяване, той пише: "... индивидуални електрони описват съответни части от техните орбити за време, по-кратко от това на [останалата] система в съотношение (1 – v2/c2)1/2" (Лармор 1897).
Лармор вярва, че потокът от заредени частици съставлява тока в проводника (но не е част от атома). Лармор изчислява скоростта на енергийното лъчение от ускоряващ електрон. Той обяснява разделянето на спектралните линии в магнитно поле чрез трептенията на електроните.
През 1919 г. Лармор предлага, че слънчевите петна са само-регенериращо се динамоподобно явление върху повърхността на слънцето.

## Признание
- почетна титла Доктор на законите (LL.D) от Глазгоуски университет (юни, 1901)
- удостоен с рицарско звание от крал Едуард VII (1909)
- награда Понцелет от Френската академия на науките (1918)